# لورانس دي كار
لورانس دي كار (بالفرنسية: Laurence des Cars)‏ (13 يونيو 1966 -) عالمة تراث ومؤرخة فن فرنسيّة، والمدير الحالي لمتحفي «أورسيه» و«دي لا أورانجيريه»، عيّنها الرئيس الفرنسي إيمانويل ماكرون رئيسةً ومديرةً لـ«متحف اللوفر» بدءًا من الأول من سبتمبر لعام 2021، لتُصبح بذلك أو امرأة تتولى إدارة المتحف منذ إنشائه في عام 1793.